# Rauvolfia woodsoniana
Rauvolfia woodsoniana är en oleanderväxtart som beskrevs av Standley. Rauvolfia woodsoniana ingår i släktet Rauvolfia och familjen oleanderväxter. Inga underarter finns listade i Catalogue of Life.